# 伊丽莎白·兰登·威廉姆斯
伊丽莎白·兰登·威廉姆斯（英語：Elizabeth Langdon Williams，1879年2月8日—1981年），是美国計算員与天文学家，曾参与X行星（Planet X），即冥王星的发现工作。

## 早年生活与个人教育
1879年2月8日，伊丽莎白·兰登·威廉姆斯于出生在康涅狄格州帕特南，父亲为伊丽莎白·布里格姆（Elizabeth Brigham），母亲为路易斯·M·威廉姆斯（Louis M. Williams）。她与罗伯特·朗费罗·威廉姆斯（Robert Longfellow Williams）为孪生姐妹，同时是亨利·特朗贝尔·威廉姆斯（Henry Trumbell Williams）和厄休拉·路易丝·威廉姆斯（Ursula Louise Williams）的姐姐。1903年，伊丽莎白·威廉姆斯于从麻省理工学院毕业，获得物理学士学位，成为该校最小的女性毕业生之一。她也是第一位在毕业典礼上获得荣誉成绩的女性，同时在典礼上朗读了她的论文《菲涅耳波面的分析研究》（An analytical study of the Fresnel wave-surface），据说给在场人员留下了深刻的印象。她不仅在班级中名列前茅，而且双手灵巧，可以用右手写草书，左手写印刷体。1922年，威廉姆斯与乔治·霍尔·汉密尔顿（George Hall Hamilton）结婚，汉密尔顿也是一位天文学家，出生于1884年6月30日的伦敦，在剑桥大学读过书。1917年至1922年间，他在亚利桑那州弗拉格斯塔夫的洛厄尔天文台工作，期间与威廉姆斯相识。

## 职业生涯
1905年，威廉姆斯被帕西瓦尔·罗威尔聘请，在他位于波士顿州街道办事处（State Street office）工作。起初，她负责编辑罗威尔的出版物，直到1910年开始进行的行星X研究中，她被要求担任计算员。

### X行星
洛威尔提出假设，一颗被称为行星X的天体影响了已知行星海王星和天王星的轨道。威廉姆斯在行星X项目中担任首席计算员，根据海王星和天王星轨道的差异进行数学计算，确定洛威尔应该在哪里搜索未知天体以及其大小。她的计算结果预测了未知行星的位置，但洛威尔于1916年去世，项目被中止。然而，在20世纪20年代末，该项目重新启动，并聘请克莱德·汤博进行领导。汤博根据洛威尔（基于威廉姆斯的计算）的预测，在1915年拍摄的一片天空图像中找到了未知天体，并于1930年将其命名为冥王星（Pluto）。
洛威尔去世后，威廉姆斯继续在洛厄尔天文台从事计算和处理信函的工作，于1919年从波士顿搬到了位于弗拉格斯塔夫的天文台。然而，由于雇佣已婚妇女并不合适，威廉姆斯和汉密尔顿随后被洛威尔的遗孀康斯坦斯解雇了。之后，威廉姆斯和她的丈夫在哈佛大学天文台管理的牙买加曼德维尔天文台找到了工作，并一起工作。

## 晚年
1935年，乔治·霍尔·汉密尔顿去世，随后伊丽莎白·威廉姆斯从曼德维尔天文台退休，并与她的妹妹路易丝·林（Louise Ring）一起搬到新罕布什尔州的黎巴嫩，经营一个名为“宁静农场”（Peaceful Acres）的避暑山庄。她于1981年在新罕布什尔州恩菲尔德去世，享年101岁。